# Sergio Silva Bascuñán
Sergio Silva Bascuñán (Talca, 24 de mayo de 1913 - Santiago, 31 de julio de 1999) fue un ingeniero, empresario y dirigente gremial chileno, presidente de la Confederación de la Producción y del Comercio (CPC), la principal organización empresarial de su país, entre 1966 y 1968.
Nacido del matrimonio conformado por el empresario y político conservador Marco Antonio Silva Sepúlveda y Luzmila Bascuñán Cruz, estudió en el Liceo Alemán de la capital chilena y más tarde ingeniería civil en la Pontificia Universidad Católica, casa de estudios de la que se tituló en 1937.
Su primer proyecto como empresario fue la creación de la constructora Desco, junto a sus socios José Miguel Echenique y Rafael Donoso. También ocupó la presidencia del Banco Hipotecario, entre otras entidades privadas.
Desde la gerencia de la empresa pasó a la dirigencia gremial, llegando a ser presidente de la CPC y de la Cámara Chilena de la Construcción (CChC) (1978-1980), de la que fue cofundador.
Contrajo matrimonio con Ana Alcalde Tuñón, con quien tuvo nueve hijos, uno de los cuales, Juan Ignacio, fue presidente de la CChC entre 2000 y 2002.